# Morawy Wielkie
Morawy Wielkie – wieś w Polsce położona w województwie mazowieckim, w powiecie przasnyskim, w gminie Krzynowłoga Mała. Ma status sołectwa.
| SIMC    | Nazwa          | Rodzaj    |
| ------- | -------------- | --------- |
| 0512527 | Morawy-Kalisze | część wsi |
| 0512533 | Morawy-Śliwki  | część wsi |

W latach 1975–1998 miejscowość administracyjnie należała do województwa ostrołęckiego.